# Estádio da Rua Tibiriçá
O Estádio da Rua Tibiriçá foi um estádio de futebol brasileiro, que era localizado na cidade de Ribeirão Preto, estado de São Paulo. Pertencia ao Commercial Football Club e foi um dos primeiros campos de futebol a receber jogos oficiais na região de Ribeirão Preto. Hoje encontra-se desativado, e o terreno aonde ficava pertence hoje a Sociedade Recreativa.

## História
O Estádio da Rua Tibiriçá, primeiramente chamado de Campo da Rua Tibiriçá, surgiu junto com o Commercial Football Club, e ganhou esse nome por ser instalado na Rua Tibiriçá, no centro da cidade. O Campo foi criado em 1911, mas o estádio com arquibancadas só surgiria em 1920, após um reforma iniciada em 1919.
A inauguração do Campo deu-se em 10 de dezembro de 1911, com uma vitória do Commercial por 2 a 0 sobre o Americano de Ribeirão Preto. O jogador comercialino Deodoro foi o autor do primeiro gol. Já o estádio, com arquibancadas, foi inaugurado em 18 de julho de 1920, com uma derrota comercialina para o Paulista por 2 a 1. Mario Andrade, do Paulistano, marcou o primeiro gol do estádio.
A estréia do Commercial contra um dos quatro gigantes do futebol paulista atualmente (Palmeiras, Corinthians, São Paulo e Santos), aconteceu no Campo da Rua Tibiriçá, no dia 9 de junho de 1918, quando o Leão venceu em casa, pelo placar de 1 a 0, o Corinthians.
Foi um dos primeiros campos de futebol da região de Ribeirão Preto que recebeu jogos oficiais.
Destacou-se, também, por ser o primeiro campo de futebol de Ribeirão Preto, e um dos primeiros do estado de São Paulo, que recebeu grama natural. A transformação do campo de terra para grama, aconteceu devido ao fato da torcida comercialina ser da "elite", e as damas e cavalheiros não gostarem da poeira que era levantada com a terra. O estádio da Rua Tibiriçá também recebeu a visita do Rei Alberto da Bélgica, em 10 de outubro de 1920.
Durante a Fase Amadora do Come-Fogo, o Estádio da Rua Tibiriçá foi palco de 13 das 22 partidas desse clássico. Foi na Rua Tibiriçá, também, que em 1 de agosto de 1920, aconteceu o primeiro clássico Come-Fogo da história de Ribeirão, vencido pelo Commercial por 8 a 0.
Em 1922, o Estádio da Rua Tibiriçá recebeu o maior jogo de sua história, um empate em 1 a 1, entre Commercial e a Seleção da Argentina.
A primeira vitória do Commercial na primeira divisão do Campeonato Paulista, aconteceu no Estádio da Rua Tibiriçá, no dia 21 de agosto de 1927. Na partida, o Commercial venceu por 2 a 1 o AA São Paulo de Alpargatas, tradicional time da capital paulista.
Com a filiação que o Commercial sofreu junto a Sociedade Recreativa, em 1936, o Estádio passou a ser propriedade da Recra. Como o Commercial deixou de disputar campeonatos, e a Recreativa não tinha um time de futebol, o estádio foi desativado.
Hoje, o terreno onde antes ficava o Estádio, é a sede social da Sociedade Recreativa de Esportes.